# Stade Laurent Pokou
Le stade Laurent Pokou est un stade de football situé dans la ville de San-Pédro, en Côte d'Ivoire. Le stade a une capacité de 20 000 places. La construction du stade débute en septembre 2018. Il fait partie des 6 stades qui  accueillent les matchs de la Coupe d’Afrique des Nations de football 2023 en Côte d'Ivoire.

## Histoire
Le stade Laurent Pokou est situé au sud-ouest de la Côte d'Ivoire, dans la ville de San-Pédro, à 350 km d’Abidjan. Sa construction débute en septembre 2018. En février 2019, Amadou Gon Coulibaly, premier ministre ivoirien, procède officiellement à la pose de la première pierre.
Les travaux de construction de cette infrastructure sportive sont exécutés par le groupe China Civil Engineering Construction Corporation (CCECC). Les travaux s'achèvent en 2023 et le stade est inauguré le 8 septembre en présence du ministre des sports Claude Paulin Danho.
Cet édifice sportif est baptisé stade Laurent Pokou en hommage à la légende du football ivoirien, l'attaquant Laurent N'dri Pokou, longtemps meilleur buteur de l'histoire de la CAN, décédé en 2016,.
Ce stade de 20 000 places, sa cité CAN de 32 villas et ses 4 terrains d’entrainement ont un coût total estimé à plus de 41 milliards de Francs CFA.
Le Stade Laurent Pokou de San-Pédro, le Stade Félix Houphouët Boigny d'Abidjan, le Stade Alassane Ouattara d'Ebimpé, le Stade de la Paix de Bouaké, le Stade Charles Konan banny de Yamoussoukro, le Stade Amadou Gon Coulibaly de Korhogo sont les 6 stades retenus pour les matchs de la CAN 2023 en Côte d'Ivoire.

### Premier match
Le stade a accueilli son premier match officiel le 9 septembre 2023, entre l’équipe nationale de football de Côte d’Ivoire et le Lesotho,, conclu par une victoire des Ivoiriens (1-0)  lors d’un match de qualification pour la Coupe d’Afrique des Nations 2023. C’est le milieu de terrain de Nottingham Forest, Ibrahim Sangaré, qui marque le tout premier but.

## Description
Le stade Laurent Pokou est un stade multisports avec une capacité d'accueil de 20 000 places entièrement couvertes et s'étend sur plus de 23 hectares.
L’édifice a une forme rectangulaire avec un toit en béton et une pelouse en gazon naturel.
Le stade comprend également dix accès pour le grand public et des entrées pour les organisateurs de la compétition, la presse, les équipes et les personnalités,. À cela s'ajoute des vestiaires équipés pour les joueurs, plusieurs toilettes pour le grand public, quatre ascenseurs, les infirmeries, une salle média et des parkings de 2 000 places.

## Coupe d’Afrique des Nations 2023
Les matchs suivants se jouent au stade Laurent Pokou lors de la Coupe d'Afrique des Nations 2023 : 
| Date            | Heure   | Équipe 1 | Résultat          | Équipe 2       | Tour                | Spectateurs |
| --------------- | ------- | -------- | ----------------- | -------------- | ------------------- | ----------- |
| 17 janvier 2024 | 17 h 0  | Maroc    | 3 - 0             | Tanzanie       | Groupe F            | 15 478      |
| 17 janvier 2024 | 20 h 0  | RD Congo | 1 - 1             | Zambie         | Groupe F            | 15 478      |
| 21 janvier 2024 | 17 h 00 | Maroc    | 1 - 1             | RD Congo       | Groupe F            | 13 342      |
| 21 janvier 2024 | 20 h 00 | Zambie   | 1 - 1             | Tanzanie       | Groupe F            | 13 342      |
| 24 janvier 2024 | 20 h 00 | Zambie   | 0 - 1             | Maroc          | Groupe F            | 15 231      |
| 24 janvier 2024 | 17 h 00 | Namibie  | 0 - 0             | Mali           | Groupe E            | 15 231      |
| 28 janvier 2024 | 20 h 0  | Égypte   | 1 - 1 (tab 7 - 8) | RD Congo       | Huitièmes de finale | 12 342      |
| 30 janvier 2024 | 20 h 00 | Maroc    | 0-2               | Afrique du Sud | Huitièmes de finale | 19 078      |

## Galerie

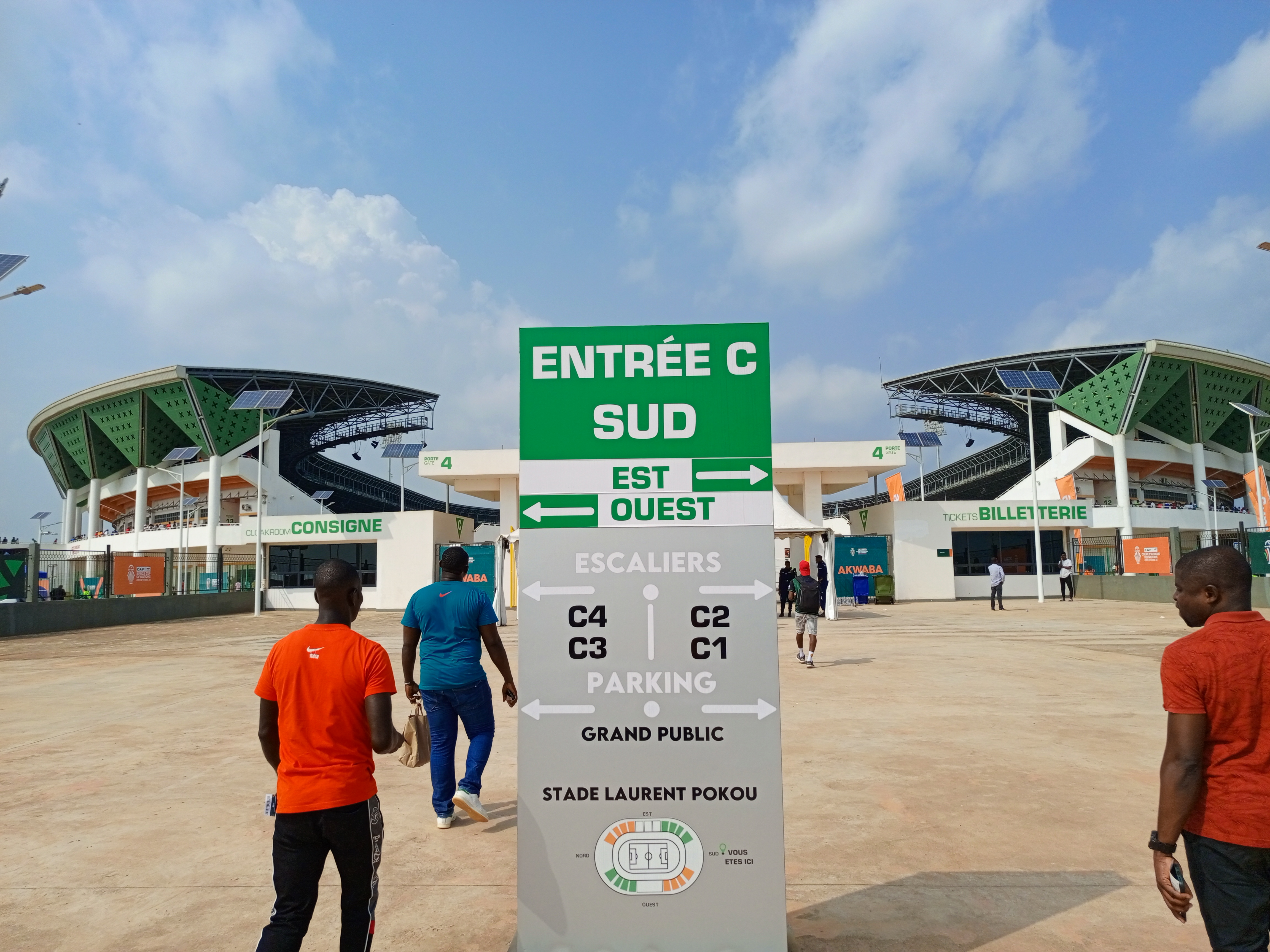
Entrée Sud
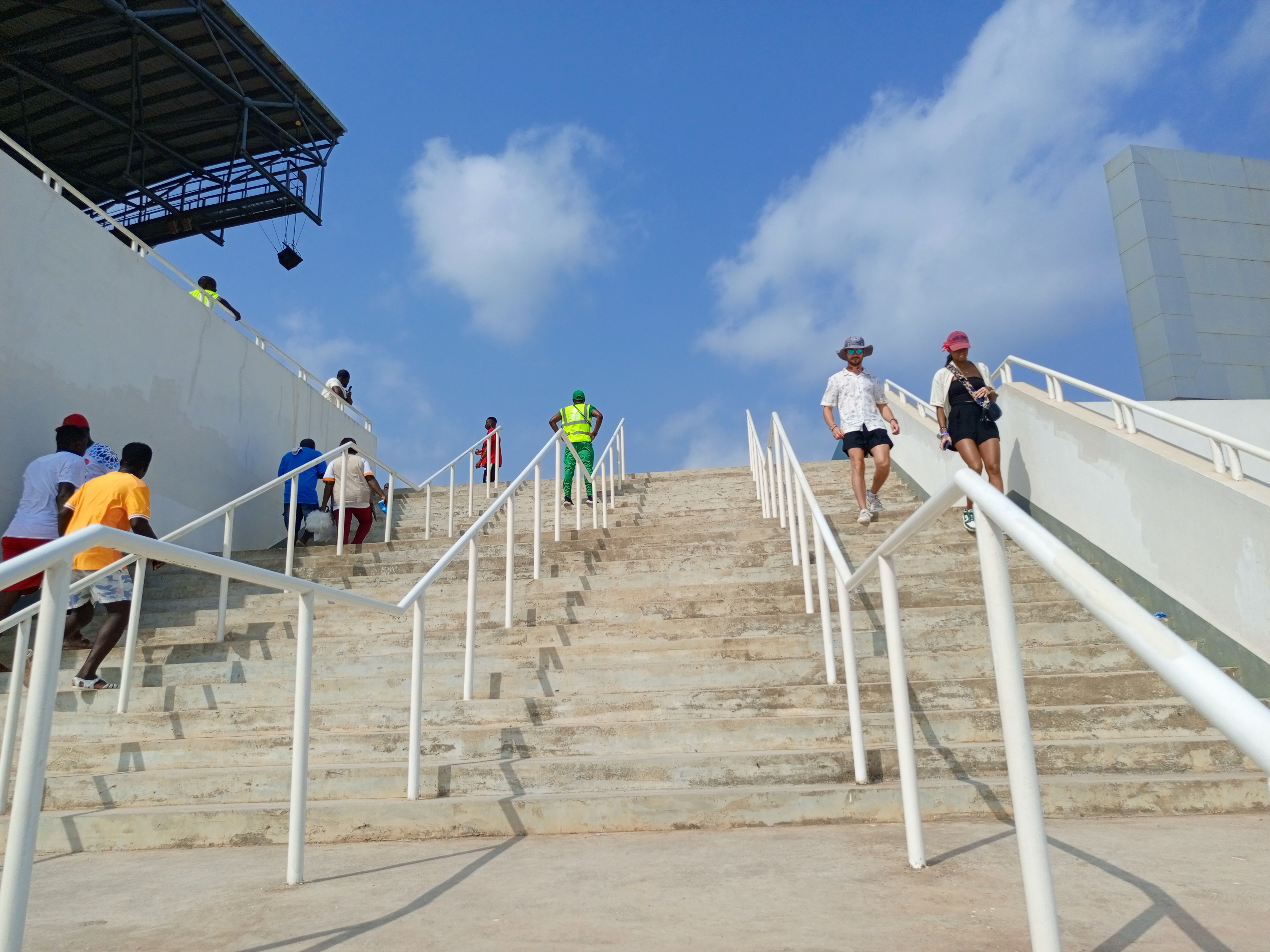
Escalier d'accès aux tribunes
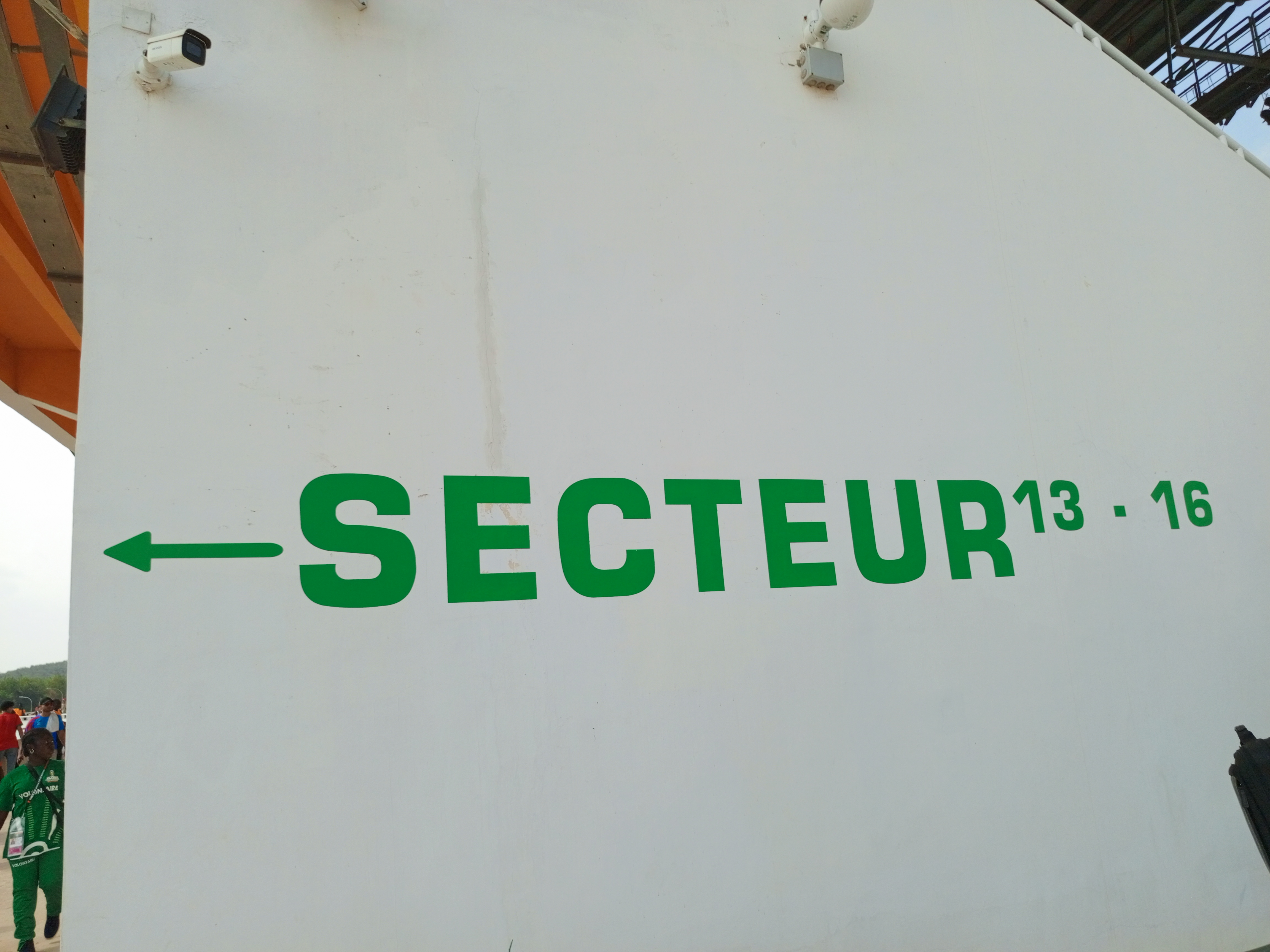
Secteur 13
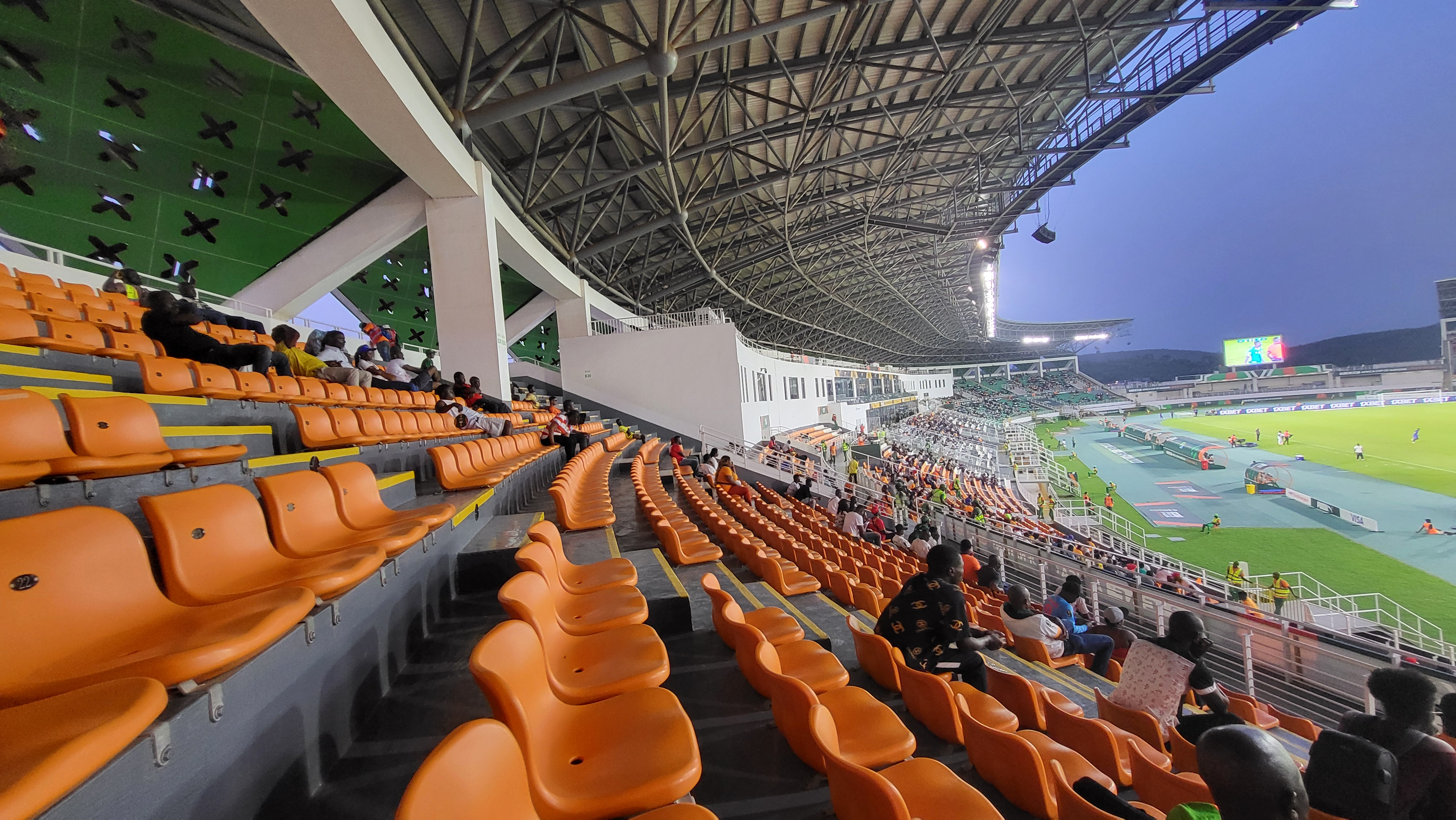
Gradin
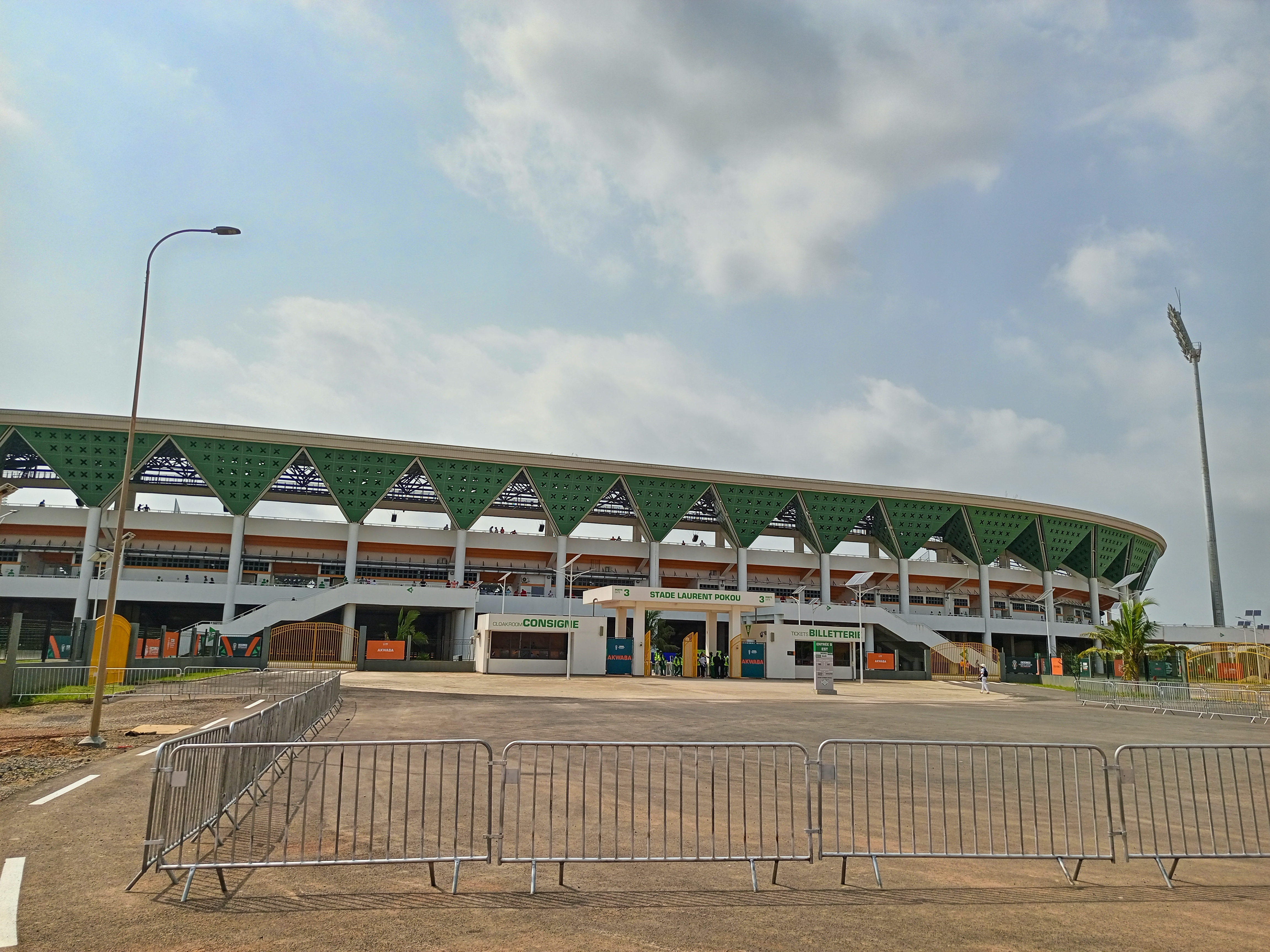
Entrée
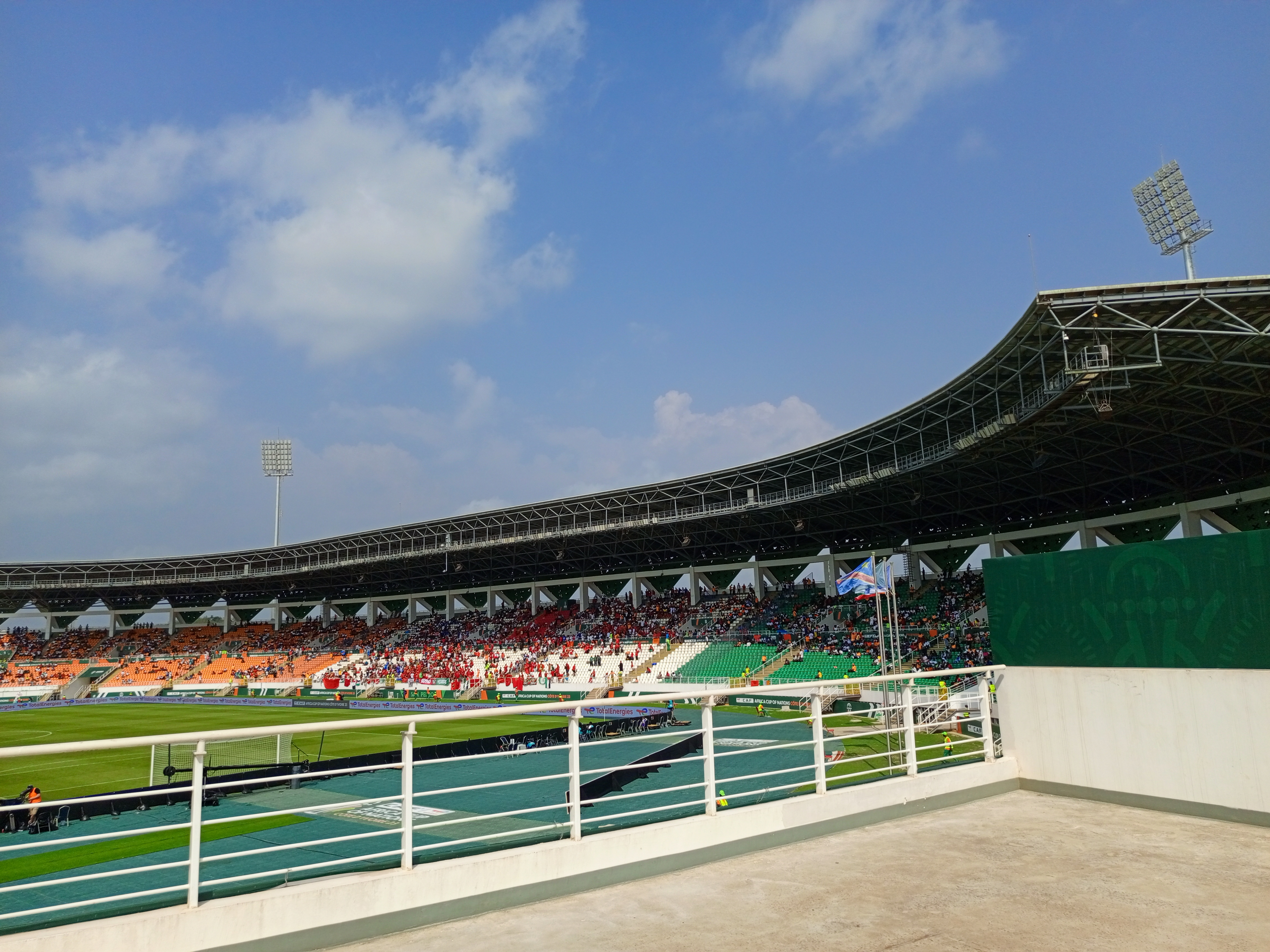
Intérieur
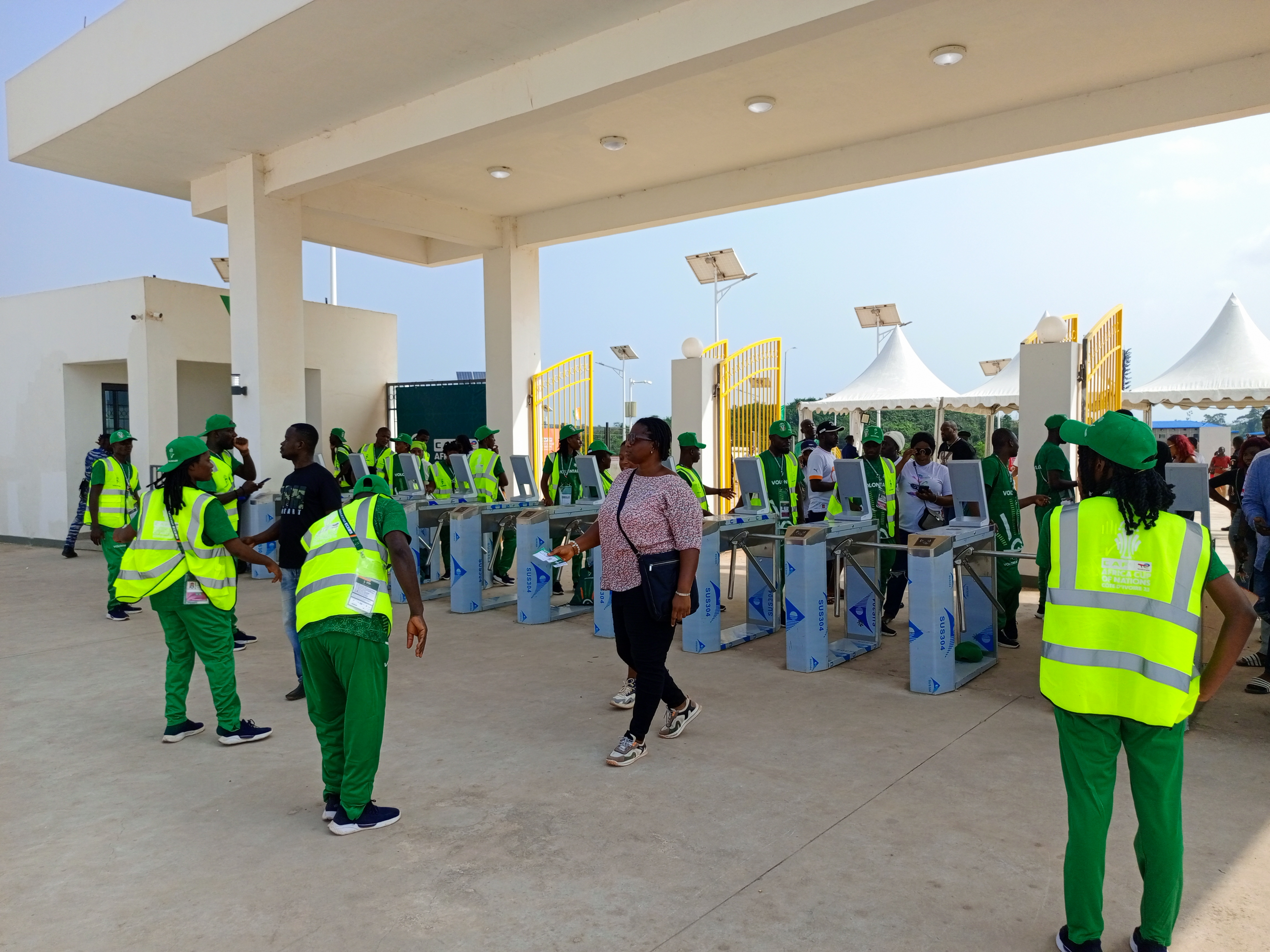
Poste de contrôle des billets
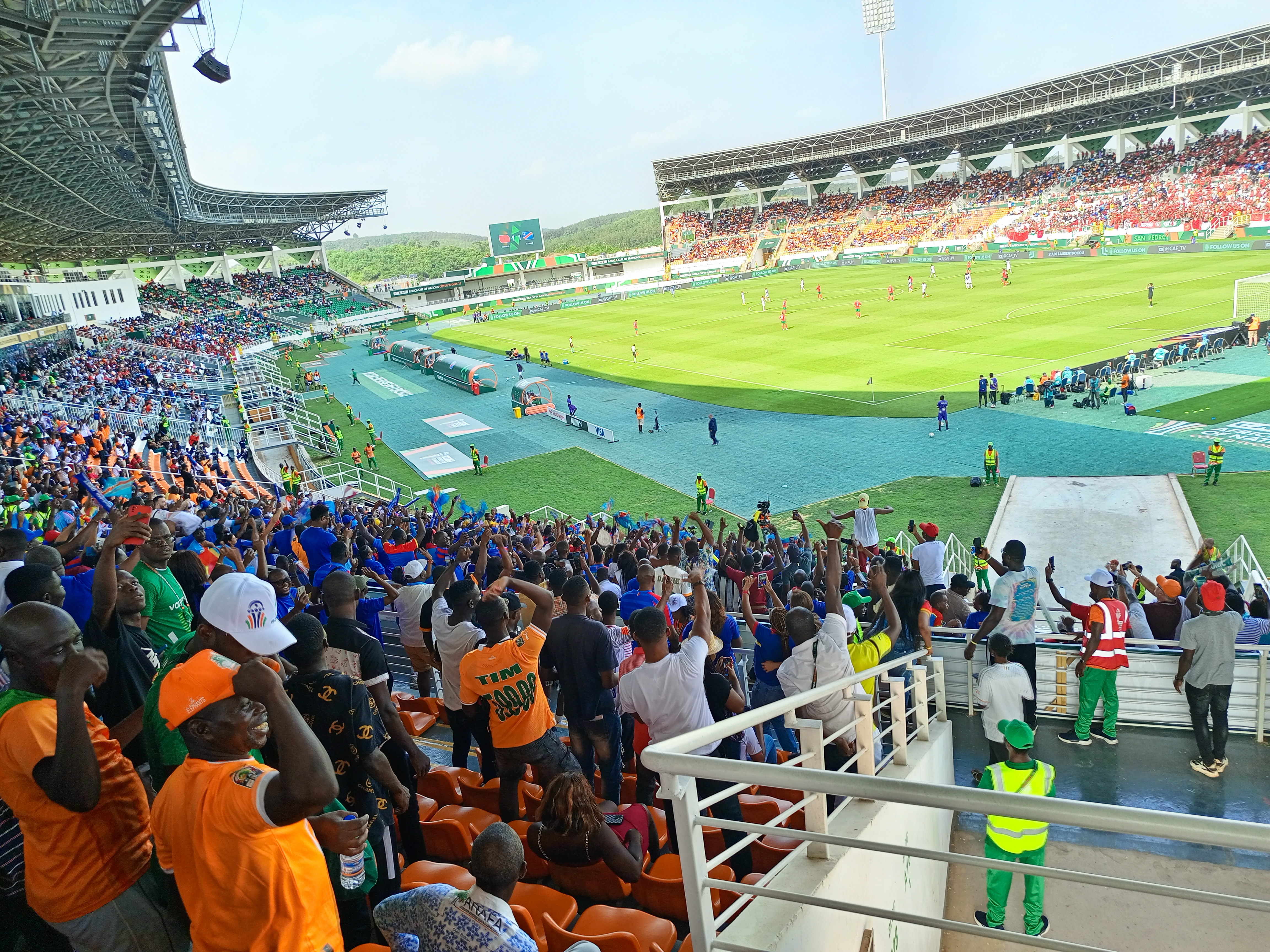
Match de la CAN 23 Maroc - RDC